# Горна Бошава
Горна Бошава (на македонска литературна норма: Горна Бошава) е село в Северна Македония, в Община Кавадарци.

## География
Горна и Долна Бошава са планински селца разположени непосредствено едно до друго, от тип махали, характерно за планинските региони. Близостта им е причината често в миналото двете да са представяни като едно цяло. Разположени са в средната част на долината на река Бошава, около която се формира географската област Бошава.

## История
В XIX век Горна и Долна Бошава са села в Рожденска нахия в Тиквешка каза на Османската империя. В 1848 година руският славист Виктор Григорович описва в „Очерк путешествия по Европейской Турции“ Рошава като българско село. Според статистиката на Васил Кънчов („Македония. Етнография и статистика“) от 1900 година Бошево Горно и Бошево Долно имат 625 жители, всички българи християни.
При избухването на Балканската война в 1912 година 5 души от Бошево (както са записани двете села) са доброволци в Македоно-одринското опълчение.
В края на 1990-те години започва изграждането на селската църква „Свети Илия“, като темелният камък е поставен от управляващия Повардарска епархия Тимотей Дебърско-Кичевски.

## Личности
Родени в Горна Бошава
- Миле Ангеловски (1936 – 2000), детски писател и поет от Северна Македония